# Контрабанда какао
- Кот-д'Ивуар и Гана (страны производители)
- Гвинея, Либерия и Того (страны назначения)

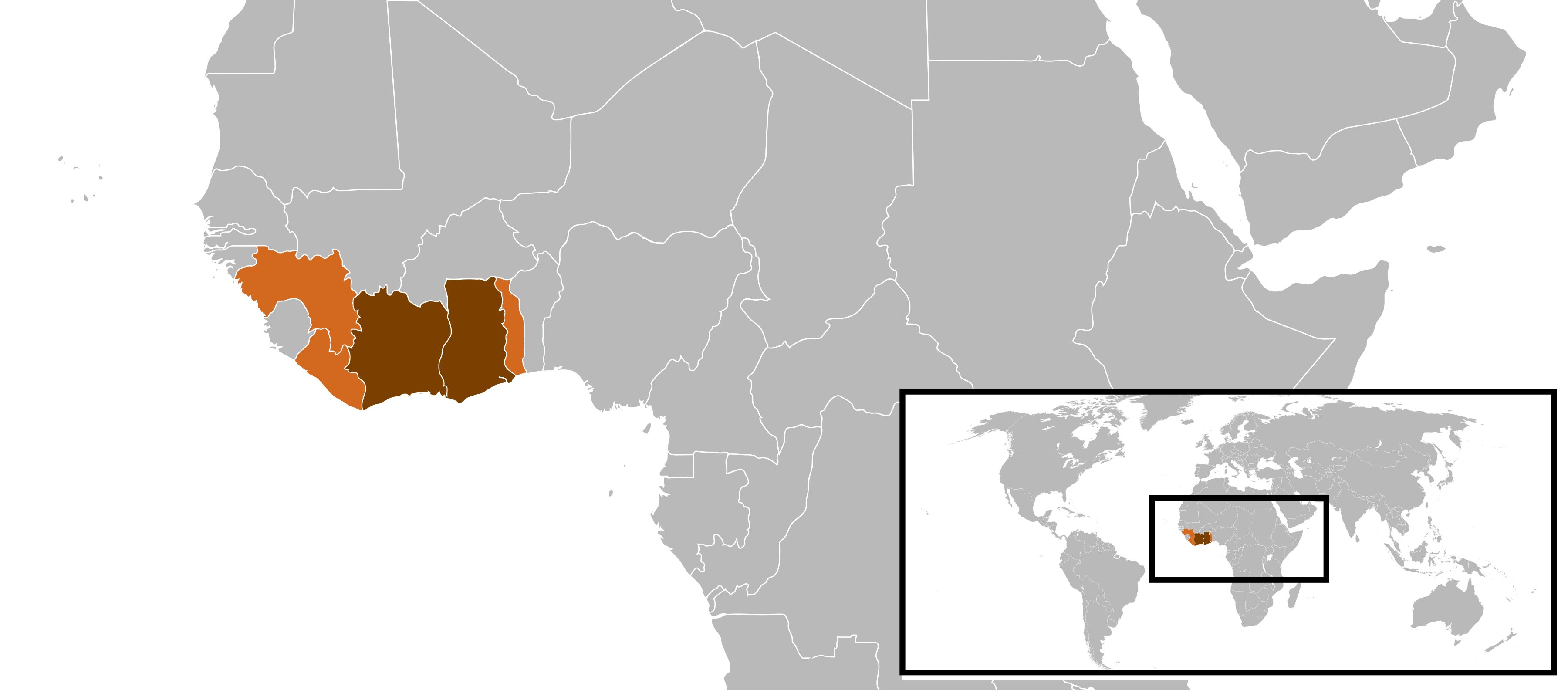
Страны Западной Африки, пострадавшие от контрабанды какао. Слева направо:

Контрабанда какао — это незаконная перевозка какао-бобов через международную границу в нарушение местных законов и правил. Это особенно актуально для Кот-д'Ивуара и Ганы, которые являются крупнейшим и вторым по величине производителями какао в мире соответственно. Цены на какао в этих двух странах фиксируются и гарантируются соответствующими регулирующими органами, Советом по кофе и какао Кот-д'Ивуара (CCC) и Советом по какао Ганы (COCOBOD). Фермеры, занимающиеся контрабандой своего урожая, делают это в надежде получить более высокие рыночные цены в странах, где цены на какао не регулируются. Странами назначения какао, контрабандой ввезенного из Кот-д'Ивуара и Ганы (кроме друг друга), являются Гвинея, Либерия и Того.
Правительства Кот-д'Ивуара и Ганы приняли ряд контрмер для пресечения контрабанды какао на своих границах. В правительствах обеих стран создали оперативные группы, занимающиеся предотвращением контрабанды сельскохозяйственной продукции, а в Гане есть группа, которая осуществляет борьбу конкретно с контрабандой какао. Правовые системы Ганы и Кот-д'Ивуара предусматривают суровые наказания для тех, кто признан виновным в контрабанде какао; физическим лицам грозит максимальное наказание в виде десяти лет тюрьмы, в то время как компании рискуют потерять свои лицензии на осуществление деятельности. Чтобы побудить фермеров не заниматься контрабандой своего какао, оба правительства время от времени повышали цены на какао вдобавок к запланированным повышениям.

## Определение в законе
В Гане транспортировка или продажа какао без разрешения COCOBOD запрещена в соответствии с разделом 317 Закона об уголовных преступлениях 1960 года (Закон 29). Кроме того, какао из Ганы должно быть проверено, оценено и опечатано государственным инспектором перед его экспортом в соответствии с разделом 3 Закона о регулировании какао-индустрии 1968 года (NLCD278). Верховная власть COCOBOD в вопросах, связанных с какао, закреплена в Законе о совете по какао Ганы 1984 года (PNDCL81).

## Причины
Кот-д'Ивуар и Гана являются крупнейшим и вторым по величине производителями какао в мире соответственно, а экспорт какао составляет значительную часть экономики обеих стран. Правительства Кот-д'Ивуара и Ганы закупают какао у своих фермеров по фиксированной цене, основанной на средней рыночной цене. Однако эти фиксированные цены периодически обновляются и не соответствуют темпам инфляции или рыночных колебаний, вызванных экономическим шоком. В результате фермеры, выращивающие какао, могут столкнуться с ростом издержек производства, не получая при этом выгоды от роста мировых цен на какао. Фермеры также могут быть вынуждены заниматься контрабандой своего какао, когда их страна переживает валютный кризис, поскольку они могут получать более высокие реальные доходы, получая платежи в иностранной валюте.

## Последствия
Контрабанда какао сокращает количество какао, которое правительство Ганы может продать иностранным покупателям, и, следовательно, количество иностранной валюты, которую оно получает. Экспорт какао обеспечивает постоянный, надежный поток иностранной валюты в национальные резервы Ганы. COCOBOD подсчитал, что Гана потеряла 200 000 и 150 000 метрических тонн какао из-за контрабанды в 2022 и 2023 годах соответственно.

## Контмеры
Правительство Ганы приняло ряд контрмер для предотвращения и прекращения контрабанды какао в стране. Национальная оперативная группа по борьбе с контрабандой какао COCOBOD отвечает за задержание контрабандистов какао в Гане. Лица, признанные виновными в контрабанде какао, могут быть приговорены к минимальному наказанию в виде пяти лет тюремного заключения и максимальному — к десяти. Лицензированные закупочные компании — организации, уполномоченные COCOBOD закупать какао у фермеров от его имени — теряют лицензию, если будут признаны соучастниками контрабанды какао. В условиях финансового кризиса в 2024 году правительство Ганы увеличило фиксированную цену на какао на 58,26% до 33120 ганских седи (2188 $; ок.197 тыс. рублей) за тонну.
В 2018 году правительство Кот-д'Ивуара приняло закон, который предусматривает максимальное наказание в виде десяти лет тюремного заключения и штрафа в размере 50 миллионов западноафриканских франков для лиц, признанных виновными в контрабанде сельскохозяйственной продукции. В 2023 году правительство Кот-д'Ивуара закрыло все склады и пункты сбора какао в радиусе 10 километров от западных и восточных границ страны в попытке обуздать контрабанду какао. Оно также объявило о реформировании ивуарийской жандармерии численностью 200 человек, занимающейся борьбой с контрабандой сельскохозяйственной продукции. В 2024 году правительство Кот-д'Ивуара начало выдавать электронные идентификационные карты производителям какао перед запуском будущей системы отслеживания цепочки поставок какао в стране. Правительство заявило, что по состоянию на 23 апреля 2024 года было выдано 730 000 таких карт, и система должна быть введена в эксплуатацию к 1 октября 2024 года.

## История

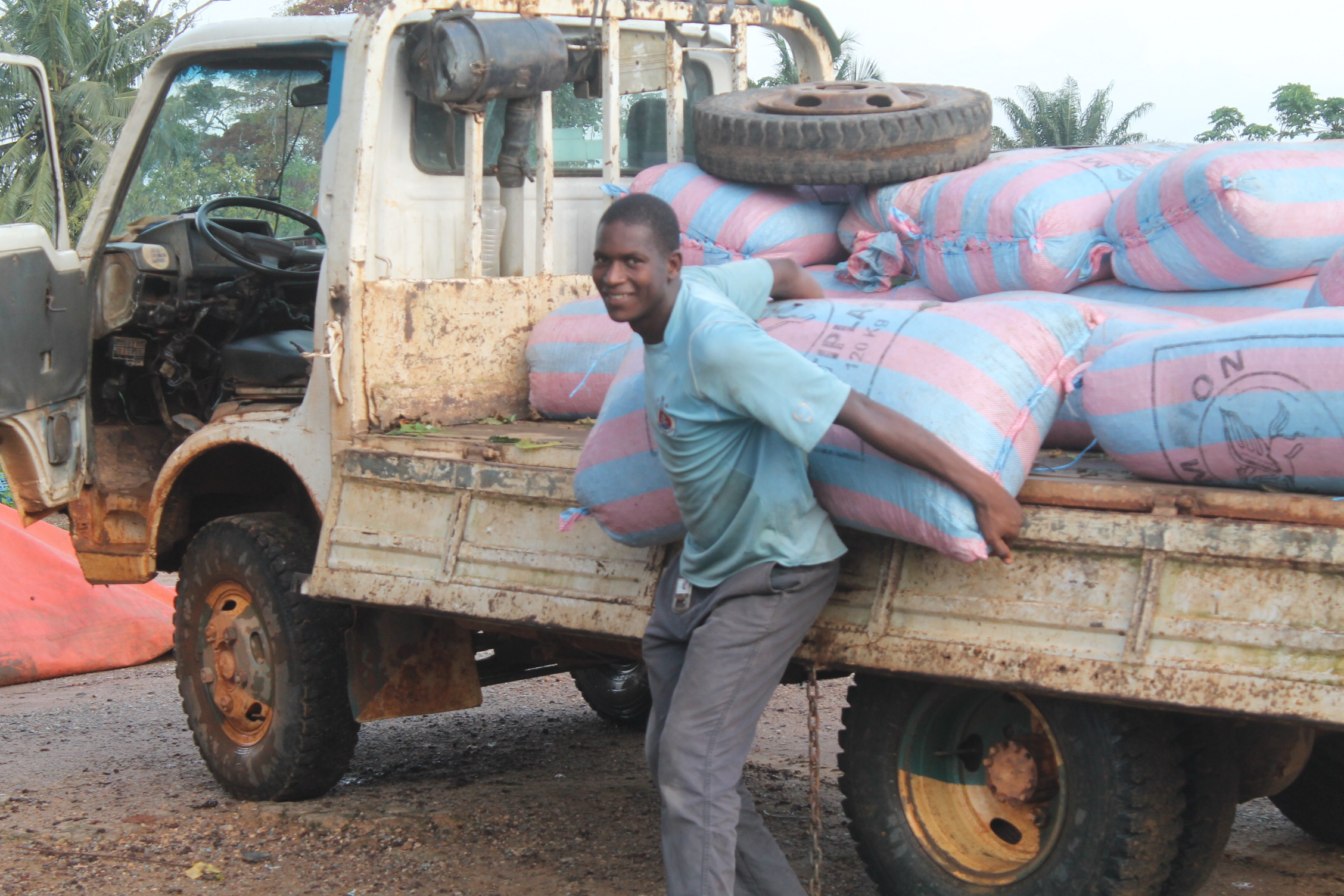
Мужчина загружает грузовик мешками какао в Кот-д'Ивуаре.

Гана пострадала от финансового кризиса в 2014 году, во время которого многие фермеры какао контрабандой провозили свой урожай в Кот-д'Ивуар, чтобы заработать больше денег. Ганский седи обесценился, что сделало более выгодной продажу какао за западноафриканские франки в Кот-д'Ивуаре. В годы, предшествовавшие финансовому кризису в Гане, ивуарийским фермерам было выгоднее продавать своё какао в Гане, поскольку правительство Ганы гарантировало более высокую фиксированную цену на какао, чем их ивуарийские коллеги. В 2024 году контрабанда какао снова резко возросла в Гане из-за очередного финансового кризиса и роста рыночной цены на какао за пределами страны, особенно в соседнем Того.
В Гане наблюдался рост контрабанды какао в Того во время финансового кризиса 2024 года. 8 мая грузовик, перевозивший 130 мешков какао, спрятанных в древесной стружке, был перехвачен полицией в округе районе Южный Кваху . Водитель грузовика и его пассажир были арестованы. Неделю спустя, 15 мая, ганские солдаты, патрулировавшие возле плотины Кпонг, перехватили грузовик, перевозивший 231 мешок какао, спрятанный под кормом для животных. Четыре человека внутри грузовика и сопровождавший грузовик инспектор полиции были арестованы. 17 мая окружной суд Одумасе Кробо вынес приговоры к тюремному заключению сроком от пяти до семи лет трем лицам, признанным виновными в причастности к контрабанде какао.
Гвинея и Либерия являются основными странами, где какао контрабандой ввозится из Кот-д'Ивуара и в него. В отчете ивуарийской НПО «Инициативы по развитию сообществ и сохранению лесов» (IDEF), опубликованном 22 апреля 2024 года, утверждается, что значительное количество какао, циркулирующего в западной цепочке поставок Кот-д'Ивуара, поступило из соседней Либерии. Однако IDEF не предоставил CCC конкретные цифры, которые совет запросил.